# Districte de Sussundenga
El districte de Sussundenga és un districte de Moçambic, situat a la província de Manica. Té una superfície de 7.060 kilòmetres quadrats. En 2007 comptava amb una població de 131.347 habitants. Limita al nord amb els districtes de Manica i Gondola, a l'oest amb Zimbabwe, al sud amb el districte de Mossurize, al sud-est i est amb el districte de Chibabava i també a l'est amb el districte de Búzi, ambdós de la província de Sofala.

## Divisió administrativa
El districte està dividit en tres postos administrativos (Dombe, Muhoa, Rotanda e Sussundenga), compostos per les següents localitats:
- Posto Administrativo de Dombe:
  - Javera
  - Mabaia
  - Matacara
  - Muoco
- Posto Administrativo de Muhoa:
  - Muhoa
  - Mupandea
- Posto Administrativo de Rotanda:
  - Munhinga
  - Mussapa
  - Rotanda
- Posto Administrativo de Sussundenga:
  - Matica
  - Munhinga
  - Nhaurombe
  - Sussundenga